# 아델
아델 로리 블루 애드킨스(Adele Laurie Blue Adkins, MBE, 1988년 5월 5일 ~ )는 아델로 잘 알려져 있는 잉글랜드의 싱어송라이터다. 2006년 친구가 마이스페이스에 올린 데모 영상이 계기가 돼 XL 레코딩스와 계약을 체결했다. 2008년 1월 발매한 데뷔 앨범 19는 평단의 긍정적인 평가와 함께 큰 상업적 성과를 거뒀다. 19는 영국에서 쿼드러플 플래티넘, 미국에서는 더블 플래티넘 인증을 받았다. 같은 해 BBC에 의해 《사운드 오브 2008》으로 선정됐고, 브릿 어워드에서는 첫 Critics' Choice에 선정됐다. 또한 2008년 말 미국 프로그램 《새터데이 나이트 라이브》에 출연한 계기로 미국에서 관심을 받기 시작했다. 그리고 2009년 열린 그래미 상에서는 최우수 신인상과 최우수 여성 팝 보컬 퍼포먼스상을 수상했다.
2011년 초에는 두 번째 정규 앨범 21이 발매되었다. 전 세계적으로 엄청난 상업적 성과를 거뒀다. 2012 그래미상에서 올해의 앨범을 포함해 6관왕에 오르면서 여성 단일 최다 부문 그래미를 수상하였다. 이 외에 브릿 어워드 2관왕, 아메리칸 뮤직 어워드 3관왕 등 수많은 상을 받았다. 21은 영국에서 480만 장 이상을 팔아 14번의 플래티넘 인증을 받았고. 전 유럽에서는 1000만장 인증을 받았다 미국에서 역시 1400만장 이상 팔아 다이아몬드 인증을 받았고 1985년 이후 가장 오래 1위에 머문 앨범이란 기록을 세웠다. 국제 음반 산업 협회에 따르면 현재까지 세계적으로 2,800만 장 이상을 판매했다고 한다. 어데일은 영국에서 "한 해 동안 300만 장 이상을 팔아치운 첫 가수"라는 기록으로 2012 기네스북에도 등재되었다. 또 영국 차트가 시작된 1964년 비틀즈 이후 두 번째로 두 개의 영국 음반 차트와 싱글 차트에서 동시에 5위권에 진입시킨 가수라는 기록을 세웠다. 싱글 "Rolling in the Deep", "Someone Like You", "Set Fire to the Rain" 모두 세계적으로 성공을 거뒀다. 어데일은 "Set Fire to the Rain" 시기 빌보드 200과 빌보드 핫 100 동시에 3주 연속 1위를 한 첫 가수라는 기록을 세웠다.
어데일은 빌보드 핫 100 역사상 세 곡의 노래를 10위권에 동시에 진입시킨 첫 여자 가수이며, 빌보드 200 5위권에 2장 앨범, 빌보드 핫 100 5위권에 2장 싱글을 동시에 진입시킨 첫 여자 가수이다. 21은 미국과 영국 양국에서 여자 가수로는 가장 오랜 기간 1위를 한 앨범이다. 2011년, 2012년 《빌보드》 어데일을 2년 연속 올해의 아티스트로 선정했다. 2012년 VH1의 역사상 가장 위대한 여자 음악가 100인 중 5위에 올랐으며, 《타임》의 세계에서 가장 영향력 있는 인물 중 한 명으로 선정되었다.
2015년 11월 20일 발매된 3집 앨범 25는 발매와 첫 주만에 570만장을 팔아 역대 첫 주 판매 기록에서 넘사벽 수준 1위를 기록했다. 25는 현재까지 전세계 판매량 2000만장 이상을 돌파했다. (2017.03 기준)
제59회 그래미상 시상식에서 "Hello"로 올해의 노래와 올해의 레코드상을, 25 로 올해의 앨범상을 수상했다.

## 어린 시절
1988년 5월 5일 영국 북런던 토트넘에서 10대의 미혼모 어머니에게 태어났다. 4살 때부터 음악에 관심을 갖고 노래를 시작했는데, 어렸을 적부터 스파이스 걸스를 자신의 주된 음악적 영감으로 꼽았으며 "그들은 오늘의 나를 있게 했다"고 말하기도 했다. 어렸을 적 저녁 식사 파티에서 스파이스 걸스 흉내를 내기도 했다. 하지만, 아데일의 어머니는 어데일을 가수 가브리엘처럼 보이게 하려고 눈에 여러 장식을 만들었지만 어데일은 창피해했다.
11살이 되던 해 어머니와 어데일은 가구 제작과 교육을 위해 남런던 웨스트 노우드로 이사를 갔다. 16살 때는 웨스트 노우드에서 "Hometown Glory"라는 첫 노래를 녹음했다. 이후 남런던에서 알리야, 데스티니 차일드, 메리 제이 블라이즈와 같은 알앤비 가수에 관심을 가졌다. 어데일은 2006년 5월 제시 제이, 리오나 루이스와 함께 크로이든에 있는 브릿 스쿨 (The BRIT School for Performing Arts & Technology)를 졸업했다.

## 경력

### 초기 경력
졸업한 지 4달 후, 어데일은 PlatformsMagazine.com에 두 곡을 공개했다. 또 세 개의 데모곡을 학교 친구들에게 들려줬는데, 친구 중 한 명이 마이스페이스에 올리면서 매우 좋은 반응을 얻었고 음악 레이블 XL 레코딩에서 연락이 왔다. 당시 어데일이 알고 있었던 음반 회사는 버진 레코드 한 곳 이였기 때문에 연락이 사실인지 의심했고, 미팅 장소에도 친구를 데려갔다.
XL의 닉 휴게트는 어데일의 매니저로 조나단 디킨스를 추천했고 2006년 6월부터 어데일의 공식 매니저가 되었다. 이후 2007년 10월 어데일의 획기적인 노래 "Hometown Glory"가 발매되었다. 2008년에는 데이미언 라이스 콘서트에 헤드라이너로 어쿠스틱 세트로 공연을 했다.브릿 어워드 어데일을 첫 Critics' Choice에 선정했고, BBC 음악 비평가 투표에서 사운드 오브 2008에 선정되었다.

### 2008–10:19

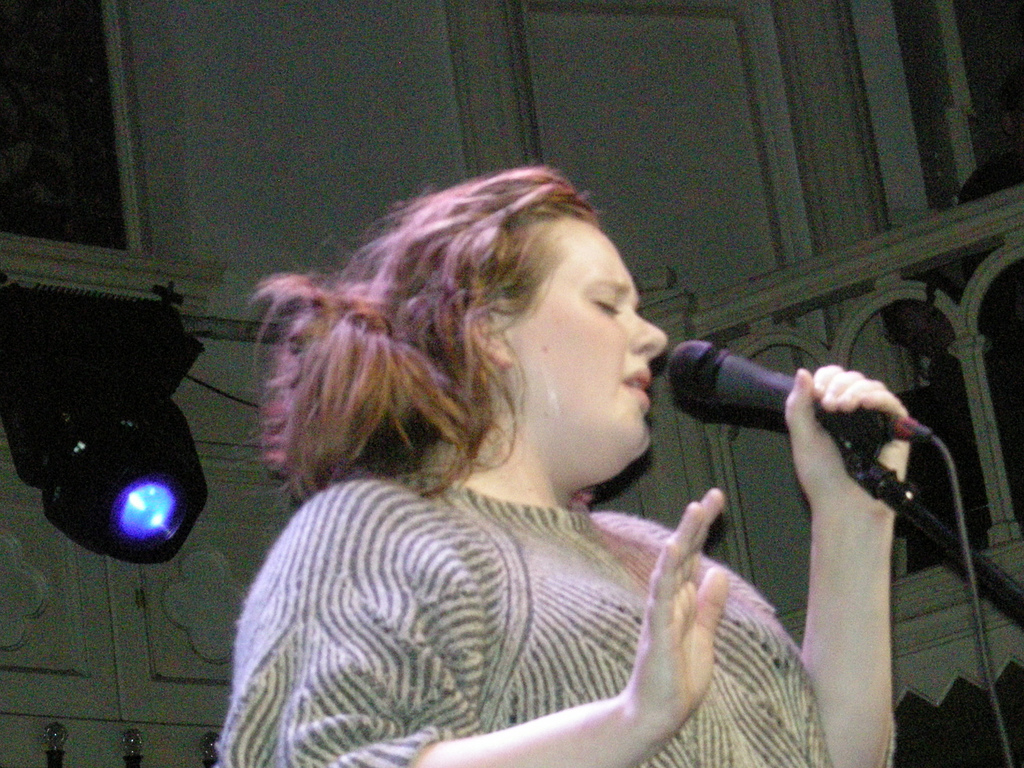
2008년 공연중인 어데일

어데일이 음반 작업을 했을 당시 나이를 제목으로 한 데뷔 음반 19는 2008년 발매되었고, 영국 음반 차트 1위로 데뷔했다. 《타임》의 인사이클러피디어 오브 모던 뮤직에서 19는 "필수적인" 블루 아이드 소울을 녹음했다고 평가했다. 19를 발매하기에 앞서 2주 전인 2008년 1월 14일 두 번째 싱글 "Chasing Pavements"를 발매했다. 이 노래는 영국 싱글 차트 2위까지 올랐다. 19는 2008 머큐리 상 후보로 지명되기도 했다. 또한 어반 뮤직 어워드 "최우수 재즈 액트"를 수상했고, Q 어워드 카테고리 오브 브레이크스루 액트 부문 후보에 올랐다. 또한 흑인 음악 시상식 카테고리 오브 최우수 영국 여자 가수 부문 후보에 올랐다. 영국에서 성공을 거둔 뒤, 미국에 진출 하기 위해 2008년 3월 콜롬비아 레코드와 XL 레코드에 계약을 체결했다. 같은 달 짧은 북미 투어도 시작했다. 미국에서 19는 2008년 6월에 발매되었다. 《빌보드》는 "어데일은 정말로 그녀 세대에게 가장 훌륭하고 영감을 주는 국제적인 아티스트가 될 잠재력이 있다"고 언급했다. 2008년 5월부터 월드 투어 The An Evening를 시작해 2009년 6월 끝냈다. 2008년 말 미국 투어 일정은 전 남자친구와 함께 있기 위해 취소했다.
2008년 10월부로 어데일의 미국 진출은 실패했다는 평이 대다수였다. 그러던 중 2008년 10월 18일 《새터데이 나이트 라이브》 가수 게스트로 출연하면서 관심을 받기 시작했다. 당시 1,700만 명의 시청자를 기록하면서 14년 만에 가장 높은 시청률을 기록했다. 어데일은 프로그램에서 "Chasing Pavements"와 "Cold Shoulder"를 공연했고, 다음 날 19는 아이튠즈 차트 1위, "Chasing Pavements"는 25위권 안에 진입했다. 그 결과 빌보드 200에서 지난주에 비해 35위 상승한 11위에 올랐다. 19는 미국에서 200만 장 이상 팔리며 더블 플래티넘 인증을 받았고, 세계적으로 600만 장 이상 팔리는 상업적 성공을 거뒀다.

### 2011–14:21

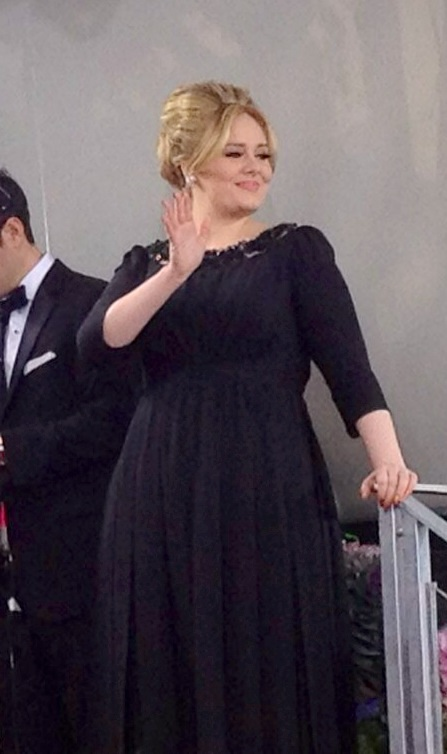
2013년 1월 13일 제70회 골든 글로브상에서 어데일.

어데일은 2011년 1월 22일에 미국, 24일에는 영국에서 두 번째 정규 앨범 21을 발매했다. 이번 앨범은 클래식과 컨템포러리 루츠 그리고 컨트리 음악 장르가 주를 이루었다. 21은 미국에서는 첫 주 352,000만 장을 팔아 빌보드 200 1위로 데뷔했고, 미국, 영국을 포함한 18개 나라에서 1위를 했다. 미국에서 2011년 6월까지 이 앨범은 250만 장의 판매고와 992,000만의 디지털 판매를 해 2011년 상반기 가장 많은 판매고를 올린 앨범이 되었다. 21은 2011년에만 1,500만 장을 팔아치우면서 압도적으로 2011년 가장 높은 판매고를 올린 앨범이 되었다. 또한 21은 영국에서 마돈나의 베스트 컴필레이션 앨범 The Immaculate Collection의 9주 1위 기록을 깨며 여자 가수 사상 1위에 가장 오래 지켰다.
앨범의 첫 싱글 "Rolling in the Deep"은 빌보드 핫 100을 포함한 8개 나라에서 1위를 했다. 이 노래는 2011년 8월까지 미국에서 450만 건의 디지털 판매를 했다. "Someone Like You"은 두 번째 싱글로 발매되었고, 이 노래 역시 빌보드 핫 100 1위에 오르며 영국 출신 여자 가수 최초로 2번 연속 1위를 했고, 싱글로 발매하기 전에 1위에 올라 싱글로 발매하지 않은 노래가 1위에 오른 빌보드 역사상 처음 있는 일이었다. 또한 목소리와 피아노 반주로만 이루어진 발라드로는 처음으로 빌보드 정상을 차지한 노래이기도 하다. 2011년 11월에는 이 투어의 실황을 담은 DVD Live at the Royal Albert Hall을 발매해 미국에서 첫 주 96,000만 장을 팔아 빌보드 DVD 차트 1위에 올랐으며, 그 해 가장 많이 팔린 DVD 음반 중 하나였다.
어데일은 2011년 11월 30일 발표한 제54회 그래미 상에 6개의 작품이 후보로 올랐다. 이후 2012년 2월 13일 미국 로스앤젤레스 스테이플스 센터에서 열린 그래미 상에서 "Rolling In The Deep"으로 올해의 레코드, 올해의 노래를 수상했으며, "Someone Like You"로 최우수 팝 솔로 퍼포먼스, 21으로 올해의 앨범, 최우수 팝 보컬 퍼포먼스 앨범 이외에 최우수 단편 뮤직비디오까지 수상하며 후보에 오른 6개 부문에서 모두 수상했다. 또한 이는 2년 전 비욘세가 세웠던 6관왕 타이기록에 올랐다. 이후 앨범의 프로모션을 위해 북미와 유럽을 방문하는 Adele Live 투어를 시작했다. 2012년 1월에는 세 번째 싱글 "Set Fire to the Rain"을 발매해 이 노래 역시 빌보드 1위에 오르며 빌보드 200과 세 장의 싱글을 동시에 1위에 올린 세 번째 아티스트가 되었다. 또한 그래미 효과로 인해 21은 730,000만 장을 팔아치우며 주간 판매 기록을 새로 세우며 빌보드 200 1위에 올랐다. 이로써 21주 동안 1위를 하며 1991년 닐슨사운드스캔이 시작된 이후 가장 오래 1위를 한 앨범으로, 휘트니 휴스턴의 The Bodyguard (20주)를 갱신하고 신기록을 세웠다.

### 2015–2017:25
2015년 10월 22일 어데일은 11월 20일에 발매될 새 앨범 《25》의 리드 싱글 〈Hello〉가 10월 23일 발매된다고 했다. 새로운 싱글은 10월 23일 Nick Grimshaw가 진행하는 BBC의 《라디오 1 브렉퍼스트 쇼》에서 처음으로 공개되었다. 〈Hello〉의 뮤직비디오는 유튜브에 공개된지 24시간만에 2,770만 건의 조회 수를 기록했는데, 2,010만 건을 기록했던 테일러 스위프트의 〈Bad Blood〉를 이기고 당일 최고 조회 수라는 기록을 세웠다. 10월 28일 BBC에서는 〈Hello〉의 뮤직비디오가 유튜브에서 한 시간에 평균 100만 건의 조회수를 기록하고 있다며 보도했다. 노래는 33만 건의 판매량을 기록하며 영국 싱글 차트 1위에 올랐는데, 지난 3년간 가장 높은 판매량을 기록한 싱글이라는 기록을 세웠다. 영국 외에도 오스트레일리아, 프랑스, 캐나다, 뉴질랜드, 아일랜드, 독일 등 수많은 국가에서 1위에 올랐으며, 미국에서도 첫 주 100만 건을 팔아치운 첫 노래라는 기록을 세우며 빌보드 핫 100 1위로 데뷔했다.
10월 27일 세 번째 정규 앨범 《25》는 영국에서 발매 첫 주 80만 장을 팔아 치웠는데, 역사상 가장 높은 첫 주 판매량이라는 기록을 세우며 영국 음반 차트 1위로 데뷔했다. 미국에서는 338만 장의 첫 주 판매량을 기록해 1991년 닐슨 사운드스캔이 집계를 시작한 이후 가장 높은 첫 주 판매량이라는 기록을 세우며 빌보드 200 1위로 데뷔했다. 제59회 그래미상 시상식에서 "Hello"로 올해의 노래와 올해의 레코드상을, 25 로 올해의 앨범상을 수상했다.

## 사생활
2012년 1월 어데일은 자선 사업가 사이먼 코넥키와 연애관계라고 밝혔다. 2012년 6월에는 코넥키와 사이에 아이를 임신했다고 발표했다. 2012년 10월 9일 아들을 출산했다. 이 아이는 어데일에게는 첫 아이이며, 코넥키에게는 전 부인 사이에서 낳은 딸에 이어 두 번째 아이이다.
2008년 어데일은 런던 노팅힐에 한 아파트를 구입했다. 2012년 2월에는 코넥키와 함께 웨스트서식스주에 있는 방 10개가 달린 700만 파운드 맨션으로 이사했다.
정치적으로 어데일은 노동당 지지자로, "나는 노동하는 여자"라고 말한 적이 있다. 어데일은 리오나 루이스, 제시 제이와 동창이다.

## 성과
2009년 제51회 그래미상에서 어데일은 올해의 레코드와 올해의 노래 후보 부문에 후보로 올랐고, 최우수 신인상과 최우수 여자 팝 보컬 퍼포먼스 부문을 수상했다. 같은 해 브릿 어워드 최우수 영국 여자 가수, 최우수 영국 싱글, 최우수 영국 신인상 세 부문 후보로 지명되었다. 이후 영국 총리 고든 브라운으로부터 "나라의 경제가 어려운 형국에서 당신은 터널 끝의 빛이다"라는 내용의 감사편지를 받았다.
2012년 2월 어데일은 VH1의 역사상 가장 위대한 여성 음악가 100인 순위 중 5위에 선정되었다. 2012년 4월에는 《타임》의 세계에서 가장 영향력 있는 100인 중 한 명으로 선정되었다. 또 《피플》의 2012년 Beautiful at Every Age로 선정되었다.
2013년에는 음악에 대한 공헌을 인정받아 5등급 대영 제국 훈장(MBE)을 받았다.

## 음반 목록
- 19 (2008년)
- 21 (2011년)
- 25 (2015년)
- 30 (2021년)

## 투어
- An Evening with Adele (2008–09)
- Adele Live (2011)
- Adele Live 2016 (2016-17)

## 출연 작품
| 연도 | 제목                          | 역할        | 비고                                                 |
| ---- | ----------------------------- | ----------- | ---------------------------------------------------- |
| 2008 | 《새터데이 나이트 라이브》    | 가수 게스트 | 1 에피소드                                           |
| 2009 | 《펑크드》                    | 자신        | 펑크드 인터뷰                                        |
| 2009 | 《어글리 베티》               | 자신        | 1 에피소드, "In the Stars" / 공연자; "Right as Rain" |
| 2009 | MTV Unplugged                 | 자신        | 1 에피소드, "Adele"                                  |
| 2012 | 《케이티 페리: 파트 오브 미》 | 자신        | 카메오 출연                                          |

## 같이 보기
- 가장 많은 음반을 판 음악가 목록
- 빌보드 소셜 50